# (2714) Matti
(2714) Matti – planetoida z pasa głównego asteroid okrążająca Słońce w ciągu 3 lat i 133 dni w średniej odległości 2,24 j.a. Została odkryta 5 kwietnia 1938 roku w obserwatorium w Turku przez Heikki Alikoskiego. Nazwa planetoidy pochodzi od imienia syna odkrywcy. Przed nadaniem nazwy planetoida nosiła oznaczenie tymczasowe (2714) 1938 GC.